# Đăk Pling
Đăk Pling là một xã thuộc huyện Kông Chro, tỉnh Gia Lai, Việt Nam.
Xã Đăk Pling có diện tích 182,38 km², dân số năm 2005 là 2.078 người, mật độ dân số đạt 11 người/km².